# Walerian Czykiel
Walerian Szczepan Czykiel (ur. 11 grudnia 1880 w Krośnie, zm. 2 sierpnia 1942 w Sanoku) – polski nauczyciel.

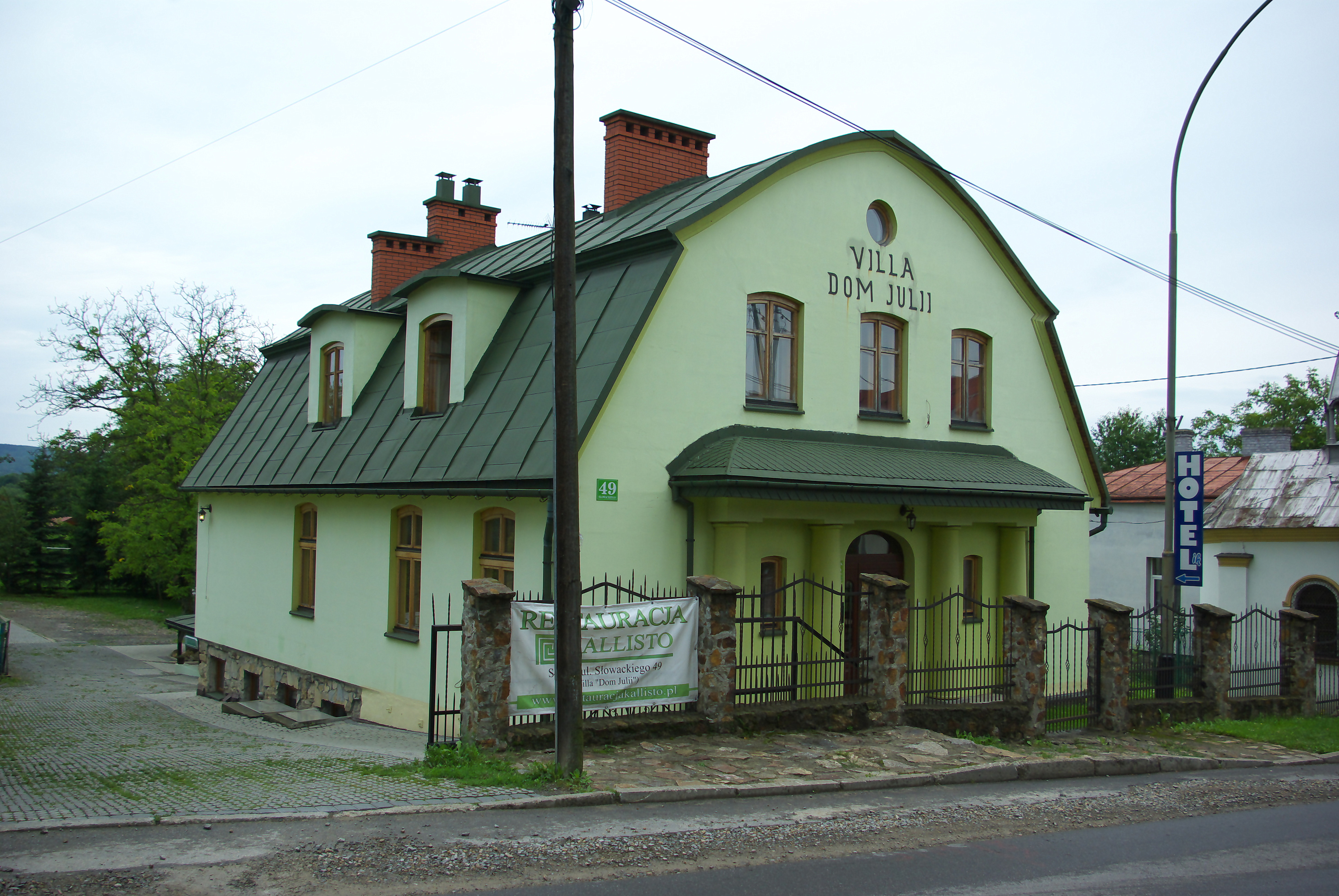
Dom Julii w Sanoku

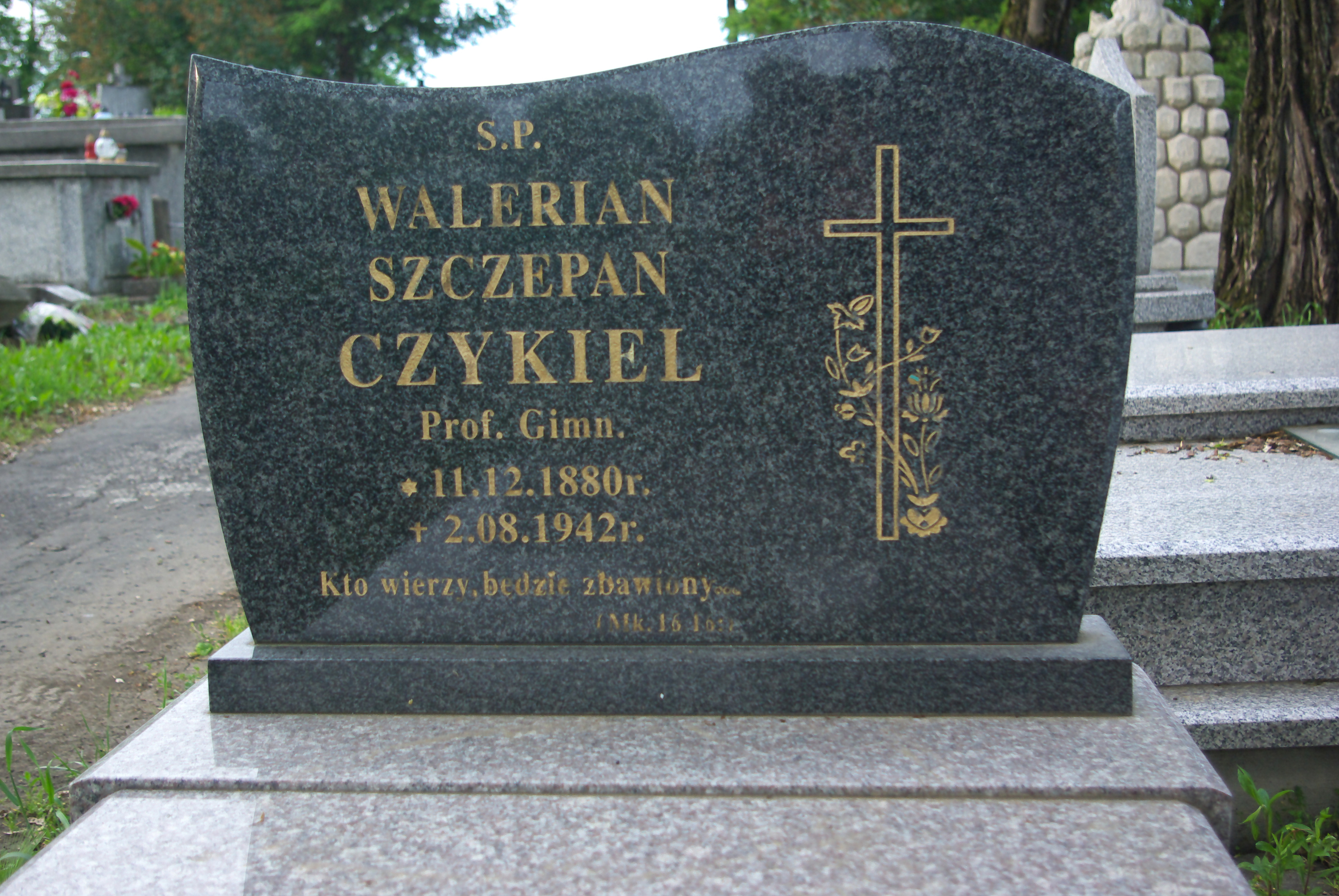
Nagrobek Waleriana Czykla

## Życiorys
Walerian Szczepan Czykiel urodził się 11 grudnia 1880 w Krośnie. Był synem Teofila (nauczyciel szkoły ludowej w Krośnie, po czym w 1885 przeniesiony do 8-klasowej szkoły wydziałowej w Przemyślu, pod koniec XIX w. dyrektor szkoły wydziałowej w Krośnie, członek Polskiego Towarzystwa Pedagogicznego w Tarnowie, jako emerytowany dyrektor szkoły w 1894 został przyjęty do gminy miasta Rzeszowa, gdzie był członkiem tamtejszego gniazda Polskiego Towarzystwa Gimnastycznego „Sokół”, koła TSL, autor publikacji pt. Gołębica. Ustęp z psychologii starożytnej 1901, z zamiłowania entuzjasta sadownictwa oraz hodowca jedwabników, członek Sodalicji Mariańskiej, zmarły 5 grudnia 1915 w wieku 80 lat) i Franciszki z domu Dreszer.
Kształcił się w szkole powszechnej w Przemyślu. Później kontynuował naukę  w Rzeszowie, gdzie 22 maja 1900 zdał egzamin dojrzałości w C. K. Gimnazjum im. Stanisława Konarskiego (wskazany jako Walery Czykiel). Rodzina Czyklów (Teofil i jego brat) zamieszkiwała w Rzeszowie przy ulicy 3 Maja w skrzydle zabudowań popijarskich (lokal nr 4), w których także funkcjonowało rzeszowskie gimnazjum.
Walerian Czykiel z ramienia Polskiego Towarzystwa Gimnastycznego „Sokół” brał udział w IV zlocie lwowskim 27 i 29 czerwca 1903, gdzie zajął 51. miejsce w ćwiczeniach gimnastycznych i otrzymał list pochwalny oraz w Zlocie „Sokoła Macierzy” we Lwowie w 1907, gdy otrzymał dyplom za udział w zawodach skoku wzwyż. W 1913 wstąpił do rzeszowskiego gniazda PTG „Sokół”.
Po maturze od 1900 przez 3,5 roku studiował na Wydziale Filozoficznym Uniwersytetu Jagiellońskiego. Na UJ ukończył kurs dla nauczycieli gimnastyki. Podjął pracę w C. K. Wyższym Gimnazjum w Drohobyczu: w roku szkolnym 1903/1904 jako zastępca nauczyciela wykładał język polski, gimnastykę, zrzekł się posady z dniem 27 sierpnia 1904. Od października 1904 służył jako jednoroczny ochotnik c. i k. armii służył w Jarosławiu i Wiedniu. Rok później został mianowany na stopień podporucznika rezerwy w dziale gospodarczym. W późniejszych latach odbywał studia na Kursie Geometrów Politechnice Lwowskiej (1907-1908, 1909-1911). Około 1907/1910 w ewidencji c. k. armii figurował jako akcesista (kandydat) aprowizacji wojskowej w rezerwie (w armii austriackiej był określany w języku niemieckim  jako „Valerian Czykiel”). Jesienią 1912 uzyskał absolutorium, po czym odbywał praktykę mierniczą u lwowskich inżynierów. W tym latach równolegle pracował także jako nauczyciel gimnastyki w Sokole Macierzy we Lwowie od 1907. W wyniku nieszczęśliwego wypadku w trakcie ćwiczeń szermierczych wskutek uderzenia grotem lancy stracił lewe oko.
Po tym zdarzeniu przerwał pracę nauczyciela i w 1913 wyjechał do Ameryki Południowej podróżując statkiem z Triestu do Buenos Aires. Tam przebywał początkowo w Argentynie (ww. stolica oraz Patagonia), następnie w Urugwaju. Wobec niemożności znalezienia odpowiadającego swoim kwalifikacjom pracował jako robotnik w kamieniołomie. W 1914 postanowił powrócić do Europy, jednak po wybuchu II wojny światowej statek, którym płynął, został wstrzymany i skierowany i skierowany do najbliższego portu w Brazylii, Recife. W tym kraju trafił do stanu Parana. Tam został zatrudniony przez władze rządowe w charakterze inżyniera geometry, w okresie 16 miesięcy pełnił stanowisko administratora ziemskiego w okolicy miasta Castro. Następnie od lutego do listopada 1915 pracował jako nauczyciel matematyki i gimnastyki polskiej szkole ludowej Stanisława Słoniny w Kurytybie. Od stycznia 1917 do lipca 1919 kierował Szkołą Polską w Araucária (pol. Araukaria), gdzie zaprojektował i wybudował dom ludowy oraz działał społecznie na rzecz miejscowej Polonii. Jednocześnie był nauczycielem matematyki, gimnastyki i języka łacińskiego w brazylijskiej szkole średniej Collegio Yguassu. W Araucária był także komendantem i instruktorem założonego w 1917 Polskiego Strzelca (był określany jako Valeriano Czykiel). Po 1918 zmienił sferę swojej pracy zarobkowej, w 1919 był zatrudniony na stanowisku rysownika i kalkulanta biura technicznego kolonizacji w strukturze kompanii kolejowej Brazil Railway Company, następnie ramach rządowej kolonizacji w stanie Santa Catarina oraz na stanowisku geometry w kompanii Brazil Development & Colonisation Company do 1920, po czym został mianowany szefem robót kolonizacyjnych w ramach francuskiej kompanii Theodore Capelle & Irmao oraz pełnił stanowisko dyrektora kolonii Rio Uruguay oraz Rancho Grande, gdzie pozostawał do połowy 1924. W trakcie swojej działalności pracował w składzie wyprawy do źródeł Amazonki, m.in. wytyczał drogi, linie kolejowe oraz w zakresie ograniczania osad i planowania kolonizacji tamtejszej puszczy. W Brazylii przebywał do 1924, zaś swoje przeżycia, obserwacje dotyczące tamtejszej geografii, przyrody, klimatu podzwrotnikowego, życia ludów indiańskich, bogactw mineralnych opisał we wspomnieniach. W trakcie pobytu w Ameryce Południowej gromadził także zbiory o charakterze przyrodniczym i mineralogicznym, które po przetransportowaniu do Polski zostały rozdysponowane w różnych miejscach (cześć przejął jego przyjaciel dr Józef Czaki). Doceniając jego zaangażowanie na rzecz brazylijskiej Polonii został mianowany delegatem na Zjazd Niepodległościowy, a w 1925 otrzymał tytuł członka honorowe Towarzystwa „Zjednoczenie” Domu Ludowego w Araucária.
Powrócił do niepodległej Polski w 1924 i w okresie II Rzeczypospolitej wznowił zawód nauczyciela. Dysponował zdanym egzaminem na nauczyciela gimnastyki w szkołach średnich. Od 1925 był profesorem w Państwowym Nauczycielskim Seminarium Męskim w budynku przy ul. Seminaryjnej 3-7 w Bydgoszczy. Wykładał tam matematykę, fizykę i gimnastykę. We wrześniu 1927 został mianowany nauczycielem w Państwowym Seminarium Nauczycielskim w Prużanie na Polesiu. W roku szkolnym 1927/1928 darował okazy ceramiki poleskiej na rzecz muzeum szkolnego w swoim macierzystym gimnazjum w Rzeszowie. Następnie przez pięć lat był nauczycielem w rodzinnym Krośnie, gdzie prowadził zajęcia gimnastyki w Gimnazjum im. Mikołaja Kopernika. Rozporządzeniem Kuratorium Okręgu Szkolnego Lwowskiego z 13 maja 1933 został przeniesiony z gimnazjum krośnieńskiego do Państwowego Gimnazjum Męskiego im. Królowej Zofii w Sanoku w charakterze nauczyciela od 1 sierpnia 1933, a rozporządzeniem KOSL z 9 stycznia 1934 został zaszeregowany do grupy VIII w zawodzie. W związku z przeniesieniem w 1933 osiadł w Sanoku. W sanockim gimnazjum uczył matematyki, gimnastyki wzgl. ćwiczeń cielesnych, gier i zabaw oraz był opiekunem kółka krajoznawczego. Pozostawał profesorem w gimnazjum w Sanoku do września 1939. Był szanowany przez sanockich gimnazjalistów, wśród których zyskał przydomek „Bambus”. Naukowo zajmował się astronomią, amatorsko meteorologią. Był znany jako erudyta i poliglota.
W swojej pracy naukowej badał czynność Słońca oraz oddziaływanie plam słonecznych na klimat Ziemi. pierwotnie zajął się tym zagadnieniem w 1900, a później powrócił do tematu w czasie ostrej zimy 1928/1929, studiując kronikarskie relacje o przypadkach mroźnych zim i porównując je z czynnością Słońca. W rezultacie swoich badań i obliczeń w 1937 wydał broszurę pt. Plamy na słońcu – a klimat ziemi, w której wykazał występowanie szczególnie mroźnych zim co 58 lat (1812 - podczas mrozów trwała wówczas inwazja na Rosję Napoleona, 1870, 1928), przewidując tym samym, że kolejne przypadki wystąpią w 1987, a następnie w 2045 i 2103.
Do 1939 zamieszkiwał w Sanoku w kamienicy Żyda Pinkasa przy ul. Tadeusza Kościuszki 33. Latem 1939 w obawie przed prawdopodobnym konfliktem zbrojnym i jego następstwami przeprowadził się wraz z żoną do tzw. Domu Julii w Sanoku przy ul. Juliusza Słowackiego, należącego do Władysława Chomiaka. Po wybuchu II wojny światowej podczas trwającej okupacji niemieckiej zorganizował w swoim mieszkaniu lekcje w ramach tajnego nauczania, nie podlegając w tym zakresie zorganizowanej działalność konspiracyjnej. W 1941 został powołany przez niemieckie władze okupacyjne jako wykładowca języka niemieckiego w otwartej w 1940 Polskiej Szkole Handlowej w Sanoku (Polnische Öffentliche Handelsschule in Sanok). Poeta Janusz Szuber w wierszu opublikowanym w publikacji pt. Mojość z 2005 opisał Waleriana Czykla przerywającego lekcję tajnego nauczania w Domu Julii po tym, gdy zobaczył za oknem sędziego Stanisława Frieda z synem Adamem, prowadzonych ulicą po aresztowaniu przez Niemców (zdarzenie miało miejsce w maju 1942).
Walerian Czykiel zmarł na udar mózgu 2 sierpnia 1942. Jego żoną 29 lipca 1932 w Krośnie została Ludwika z domu Jamrog (żyła w latach 1902-2001). Oboje doczekali się dzieci, które zmarły w dzieciństwie (w tym córka jako noworodek w 1934), ponadto ich córką jest Maria Matuła (ur. 1940). Walerian i Ludwika Czykielowie zostali pochowani na cmentarzu przy ul. Jana Matejki w Sanoku.
W latach 80. córka Waleriana Czykla, Maria Matuła (z zawodu notariusz) starała się upowszechnić wyniki prognoz swojego ojca na temat prognoz klimatycznych, także informujc instytucje i władze państwowe. Po artykule Anny Chom-Sokołowskiej w wydaniu gazety „Nowiny” ze stycznia 1987 sprawa przewidzenia przez Waleriana Czykla szczególnych mrozów na dzień 9 lutego 1987 została nagłośniona w polskiej prasie, a także telewizji. Wysokie temperatury minusowe wystąpiły wówczas kilka dni wcześniej. Aczkolwiek Czykiel w swojej publikacji z 1937 zastrzegł możliwość pewnego odchylenia czasowego w określonych przez siebie terminach, co wyjaśniała następnie Maria Matuła w korespondencji opublikowanej na łamach rzeszowskiego dziennika w marcu 1987, która usiłowała nagłośnić badania i prognozy ojca.

## Twórczość
- Lembranças[55].
- Plamy na słońcu – a klimat ziemi (1937)[4][56].
- Wspomnienia z pobytu w Południowej Ameryce w latach 1913-1924[5].
- Historia Wychowania Fizycznego (rękopis)[5].